# Bahnstrecke Węgliniec–Roßlau
| |                                                                         |                                                                      |                                                                      |
| Streckennummer: | DB AG 6207 PLK 295                                                      |                                                                      |                                                                      |
| Kursbuchstrecke (DB): | 216, 228, 229                                                           |                                                                      |                                                                      |
| Streckenlänge: | 233,2 km                                                                |                                                                      |                                                                      |
| Spurweite: | 1435 mm (Normalspur)                                                    |                                                                      |                                                                      |
| Streckenklasse: | D4                                                                      |                                                                      |                                                                      |
| Stromsystem: | Węgliniec–km 14,962: 3 kV =                                             |                                                                      |                                                                      |
| Stromsystem: | km 15,018–Roßlau (Elbe): 15 kV, 16,7 Hz ~                               |                                                                      |                                                                      |
| Maximale Neigung: | 7 ‰                                                                     |                                                                      |                                                                      |
| Minimaler Radius: | 470 m                                                                   |                                                                      |                                                                      |
| Streckengeschwindigkeit: | Węgliniec–Abzw Särichen: 120 km/h Abzw Särichen–Knappenrode: 160 km/h   |                                                                      |                                                                      |
| Zugbeeinflussung: | SHP (Polen) PZB 90 (Deutschland)                                        |                                                                      |                                                                      |
| Zweigleisigkeit: | Węgliniec–Roßlau (Elbe) Abzw Aw Roßlau (Elbe) Gbf Abzw Ra–Roßlau (Elbe) |                                                                      |                                                                      |
| |                                                                         |                                                                      |                                                                      |
| \| \| \| von Wrocław \| \| \| \| \| von Lubań \| \| \| \| 0,523 \| Węgliniec (früher Kohlfurt) (Inselbahnhof) \| 189 m \| \| \| \| nach Czerwona Woda \| \| \| \| \| nach Żary \| \| \| \| \| nach Görlitz \| \| \| \| 6,623 \| Szklenice (früher Glaserberg) \| Szklenice (früher Glaserberg) \| \| \| 12,540 \| Bielawa Dolna (früher Niederbielau) \| Bielawa Dolna (früher Niederbielau) \| \| \| \| \| \| \| \| \| Lausitzer Neiße (143 m) Staatsgrenze Polen / Deutschland (km 13,424) \| \| \| \| \| \| \| \| \| 13,424 \| (Infrastrukturgrenze PLK / DB Netz) \| (Infrastrukturgrenze PLK / DB Netz) \| \| \| 15,000 \| Systemtrennstelle 3 kV / 15 kV \| Systemtrennstelle 3 kV / 15 kV \| \| \| 15,150 \| Zentendorf (bis 1930) \| Zentendorf (bis 1930) \| \| \| \| von Rothenburg (Lausitz) \| \| \| \| 21,167 \| Horka Gbf \| 165 m \| \| \| \| Verbindungsbahn nach Horka Pbf \| \| \| \| 22,810 \| Horka Hp Pbf nur für Berlin–Görlitz \| 171 m \| \| \| 23,101 \| Weißer Schöps (12 m) \| Weißer Schöps (12 m) \| \| \| 23,728 \| Neugraben (14 m) \| Neugraben (14 m) \| \| \| \| Verbindungsbahn von Abzw Mückenhain \| \| \| \| 23,915 \| Abzw Särichen \| Abzw Särichen \| \| \| 27,802 \| Niesky \| 171 m \| \| \| 33,908 \| Petershain \| 160 m \| \| \| 35,110 \| Quitzdorf Awanst \| Quitzdorf Awanst \| \| \| 37,251 \| Mücka (ehem. Bf) \| 148 m \| \| \| 37,424 \| Schwarzer Schöps (10 m) \| Schwarzer Schöps (10 m) \| \| \| 41,098 \| Üst Klitten Ost \| Üst Klitten Ost \| \| \| 42,538 \| Üst Klitten West \| 131 m \| \| \| 45,729 \| Klitten (ehem. Bf) \| 131 m \| \| \| 49,100 \| Uhyst Vorbf \| 132 m \| \| \| 51,352 \| Spree (42 m) \| Spree (42 m) \| \| \| \| von Boxberg \| \| \| \| \| Anst Gut \| \| \| \| 51,713 \| Uhyst (ehem. Bf) \| 132 m \| \| \| 52,560 \| (Neutrassierung 1962) \| (Neutrassierung 1962) \| \| \| 59,475 \| Kleine Spree (16 m) \| Kleine Spree (16 m) \| \| \| 59,584 \| Kleine Spree (19 m) \| Kleine Spree (19 m) \| \| \| 59,754 \| Lohsa (seit 2018) \| 125 m \| \| \| 60,406 \| Lohsa (1962–2010) \| 125 m \| \| \| \| \| \| \| \| 61,66060,060 \| Kilometersprung +1600 m \| Kilometersprung +1600 m \| \| \| 60,130 \| Lohsa (bis 1962) \| 125 m \| \| \| 60,800 \| Lausitzer Grubenbahn \| Lausitzer Grubenbahn \| \| \| 63,130 \| Weißkollm–Königswartha \| Weißkollm–Königswartha \| \| \| \| von Sornoer Buden \| \| \| \| \| Verbindungskurve von Knappenrode Süd \| \| \| \| 64,500 \| Lausitzer Grubenbahn \| Lausitzer Grubenbahn \| \| \| 65,675 \| Knappenrode (früher Werminghoff) \| 123 m \| \| \| 70,191 \| Hoyerswerda-Neustadt \| 119 m \| \| \| 71,542 \| Schwarzwasser (10 m) \| Schwarzwasser (10 m) \| \| \| 71,872 \| Schwarze Elster (27 m) \| Schwarze Elster (27 m) \| \| \| \| von Bautzen \| \| \| \| 72,765 \| Hoyerswerda \| 118 m \| \| \| \| nach Neupetershain \| \| \| \| 75,804 \| Bk Bröthen \| Bk Bröthen \| \| \| 78,066 \| Lausitzer Grubenbahn \| 121,32 m \| \| \| 79,685 \| Schwarzkollm \| 118 m \| \| \| 82,561 \| Lauta (Niederlausitz) (mit Bk) \| 125 m \| \| \| 83,740 \| Lauta (Niederlausitz) Bbf \| 126 m \| \| \| \| Landesgrenze Sachsen–Brandenburg \| \| \| \| \| von Kamenz (Sachs) \| \| \| \| \| \| \| \| \| 87,936 \| Hosena (früher Hohenbocka); Lübbenau–Kamenz \| 109 m \| \| \| \| \| \| \| \| \| nach Lübbenau \| \| \| \| 93,621 \| Schwarzbach (b Ruhland) \| Schwarzbach (b Ruhland) \| \| \| \| von Cottbus Hbf \| \| \| \| 98,322 \| Ruhland \| 99 m \| \| \| \| nach Großenhain Cottb Bf \| \| \| \| \| Cottbus Hbf–Großenhain Cottb Bf \| \| \| \| 103,380 \| Bk Bärhaus \| Bk Bärhaus \| \| \| \| Schwarze Elster \| \| \| \| 106,510 \| Lauchhammer Süd \| Lauchhammer Süd \| \| \| 108,995 \| Lauchhammer (früher Lauchhammer West) \| Lauchhammer (früher Lauchhammer West) \| \| \| 113,840 \| Bk Plessa Forst \| Bk Plessa Forst \| \| \| 117,845 \| Plessa (ehem. mit Bk) \| Plessa (ehem. mit Bk) \| \| \| \| Kahla (Oberlausitz) \| \| \| \| \| Berlin–Dresden \| \| \| \| 124,723 \| Elsterwerda-Biehla (Keilbahnhof) \| Elsterwerda-Biehla (Keilbahnhof) \| \| \| \| Verbindungsbahn nach Elsterwerda \| \| \| \| \| Haida (Oberlausitz) \| \| \| \| 130,000 \| Zeischa \| Zeischa \| \| \| 134,571 \| Bad Liebenwerda \| Bad Liebenwerda \| \| \| \| Schwarze Elster \| \| \| \| 139,253 \| Wahrenbrück \| Wahrenbrück \| \| \| \| Landgraben \| \| \| \| \| Beiersdorf (b Bad Liebenwerda) \| \| \| \| 146,506 \| Falkenberg (Elster) unt Bf Stw W 15 \| Falkenberg (Elster) unt Bf Stw W 15 \| \| \| \| Verbindungsbahn nach Bft Falkenberg (E) ob Bf \| \| \| \| \| Verbindungsbahn von Bft Falkenb (E) ob Bf Stw W 2 \| \| \| \| \| von Röderau \| \| \| \| 147,871 \| Falkenberg (Elster); Halle–Cottbus \| Falkenberg (Elster); Halle–Cottbus \| \| \| \| Verbindungsbahn von Bft Falkenberg (E) ob Bf \| \| \| \| \| Falkenberg (Elster) unt Bf Pbf/Stw B 20 \| \| \| \| \| nach Jüterbog \| \| \| \| \| nach Beeskow \| \| \| \| \| Jüterbog–Röderau \| \| \| \| \| \| \| \| \| \| Verbindungskurve von Abzw Großrössen (Strategische Bahn) \| \| \| \| \| \| \| \| \| 153,700 \| Beyern \| Beyern \| \| \| \| Bundesstraße 87 \| \| \| \| 156,485 \| Fermerswalde \| Fermerswalde \| \| \| \| Landesgrenze Brandenburg / Sachsen-Anhalt \| \| \| \| \| von Prettin \| \| \| \| 170,091 \| Annaburg \| Annaburg \| \| \| \| Schwarze Elster \| \| \| \| 179,126 \| Jessen (Elster) \| Jessen (Elster) \| \| \| \| Firmenanschluss \| \| \| \| 189,000 \| Elster (Elbe) \| Elster (Elbe) \| \| \| \| Firmenanschluss \| \| \| \| 195,086 \| Mühlanger (früher Prühlitz, ehem. Bf) \| Mühlanger (früher Prühlitz, ehem. Bf) \| \| \| 199,155 \| Lutherstadt Wittenberg-Labetz (früher Wendel) \| Lutherstadt Wittenberg-Labetz (früher Wendel) \| \| \| \| von Berlin \| \| \| \| 201,928 \| Lutherstadt Wittenberg Hbf \| Lutherstadt Wittenberg Hbf \| \| \| \| nach Halle (Saale) \| \| \| \| 203,682 \| Lutherstadt Wittenberg Altstadt (früher LW Elbtor) \| Lutherstadt Wittenberg Altstadt (früher LW Elbtor) \| \| \| \| Bundesstraße 2 \| \| \| \| 204,430 \| Abzw Lutherstadt Wittenberg Hafen \| Abzw Lutherstadt Wittenberg Hafen \| \| \| \| Anschlussbahn Hafen \| \| \| \| \| \| \| \| \| 206,110 \| Lutherstadt Wittenberg West (früher Klein Wittenberg) \| Lutherstadt Wittenberg West (früher Klein Wittenberg) \| \| \| \| \| \| \| \| \| nach Straach \| \| \| \| \| Verbindungskurve von Reinsdorfer Weg \| \| \| \| 206,160 \| Lutherstadt Wittenberg-Piesteritz (seit 2015) \| Lutherstadt Wittenberg-Piesteritz (seit 2015) \| \| \| \| Firmenanschluss \| \| \| \| \| Anst Hafen der SKW \| \| \| \| \| Anst Melamin-Werke \| \| \| \| \| \| \| \| \| 208,200 \| Lutherstadt Wittenberg-Piesteritz (früher Piesteritz-Heuweg) \| Lutherstadt Wittenberg-Piesteritz (früher Piesteritz-Heuweg) \| \| \| \| \| \| \| \| \| Anst Nordwerk der SKW \| \| \| \| \| Anst SKW Stickstoffwerke \| \| \| \| 208,286 \| Lutherstadt Wittenberg-Piesteritz Werkbf \| Lutherstadt Wittenberg-Piesteritz Werkbf \| \| \| \| Anst PCI Augsburg \| \| \| \| 210,300 \| Apollensdorf (zeitweise geplant) \| Apollensdorf (zeitweise geplant) \| \| \| 212,065 \| Griebo \| Griebo \| \| \| 216,675 \| Coswig (Anh) Hp (ehem. Bf) \| Coswig (Anh) Hp (ehem. Bf) \| \| \| \| Bundesstraße 187a \| \| \| \| \| Anst Zündhölzerfabrik \| \| \| \| 217,640 \| Coswig (Anh) Gbf \| Coswig (Anh) Gbf \| \| \| \| Anst Hafen Coswig \| \| \| \| \| Anst Gewerbegebiet \| \| \| \| \| Bundesautobahn 9 \| \| \| \| 222,682 \| Klieken \| Klieken \| \| \| 229,275 \| Roßlau (Elbe) Abzw Aw \| Roßlau (Elbe) Abzw Aw \| \| \| \| nach Roßlau (Elbe) Gbf \| \| \| \| \| von Wiesenburg (Mark) \| \| \| \| \| Roßlau Ra \| \| \| \| 231,070 \| Meinsdorf \| Meinsdorf \| \| \| \| Rossel \| \| \| \| \| nach und von Trebnitz (Magdeburg) \| \| \| \| \| Bundesstraße 184 \| \| \| \| 233,543 \| Roßlau (Elbe) \| Roßlau (Elbe) \| \| \| \| nach Leipzig Hbf \| \| \| \| \| \| \| \| Quellen: [2][3][4][5][6] \| \| \| \| |                                                                         |                                                                      |                                                                      |
| |                                                                         | von Wrocław                                                          |                                                                      |
| Abzweig geradeaus und von links |                                                                         | von Lubań                                                            | von Lubań                                                            |
| Bahnhof | 0,523                                                                   | Węgliniec (früher Kohlfurt) (Inselbahnhof)                           | 189 m                                                                |
| Abzweig geradeaus und ehemals nach links |                                                                         | nach Czerwona Woda                                                   | nach Czerwona Woda                                                   |
| Abzweig geradeaus und nach rechts |                                                                         | nach Żary                                                            | nach Żary                                                            |
| Abzweig geradeaus und nach links |                                                                         | nach Görlitz                                                         | nach Görlitz                                                         |
| ehemaliger Haltepunkt / Haltestelle | 6,623                                                                   | Szklenice (früher Glaserberg)                                        | Szklenice (früher Glaserberg)                                        |
| Überleitstelle / Spurwechsel | 12,540                                                                  | Bielawa Dolna (früher Niederbielau)                                  | Bielawa Dolna (früher Niederbielau)                                  |
| |                                                                         |                                                                      |                                                                      |
| Grenze auf Brücke über Wasserlauf |                                                                         | Lausitzer Neiße (143 m) Staatsgrenze Polen / Deutschland (km 13,424) | Lausitzer Neiße (143 m) Staatsgrenze Polen / Deutschland (km 13,424) |
| |                                                                         |                                                                      |                                                                      |
| Wechsel des Eisenbahninfrastrukturunternehmens | 13,424                                                                  | (Infrastrukturgrenze PLK / DB Netz)                                  | (Infrastrukturgrenze PLK / DB Netz)                                  |
| | 15,000                                                                  | Systemtrennstelle 3 kV / 15 kV                                       | Systemtrennstelle 3 kV / 15 kV                                       |
| ehemaliger Dienststation / Betriebs- oder Güterbahnhof | 15,150                                                                  | Zentendorf (bis 1930)                                                | Zentendorf (bis 1930)                                                |
| Abzweig geradeaus und von rechts |                                                                         | von Rothenburg (Lausitz)                                             | von Rothenburg (Lausitz)                                             |
| Dienststation / Betriebs- oder Güterbahnhof | 21,167                                                                  | Horka Gbf                                                            | 165 m                                                                |
| Abzweig geradeaus und nach rechts |                                                                         | Verbindungsbahn nach Horka Pbf                                       | Verbindungsbahn nach Horka Pbf                                       |
| ehemaliger Turmhaltepunkt geradeaus oben | 22,810                                                                  | Horka Hp Pbf nur für Berlin–Görlitz                                  | 171 m                                                                |
| Brücke über Wasserlauf | 23,101                                                                  | Weißer Schöps (12 m)                                                 | Weißer Schöps (12 m)                                                 |
| Brücke über Wasserlauf | 23,728                                                                  | Neugraben (14 m)                                                     | Neugraben (14 m)                                                     |
| Abzweig geradeaus und von links |                                                                         | Verbindungsbahn von Abzw Mückenhain                                  | Verbindungsbahn von Abzw Mückenhain                                  |
| Blockstelle | 23,915                                                                  | Abzw Särichen                                                        | Abzw Särichen                                                        |
| Bahnhof | 27,802                                                                  | Niesky                                                               | 171 m                                                                |
| Haltepunkt / Haltestelle | 33,908                                                                  | Petershain                                                           | 160 m                                                                |
| Abzweig geradeaus und von links | 35,110                                                                  | Quitzdorf Awanst                                                     | Quitzdorf Awanst                                                     |
| Haltepunkt / Haltestelle | 37,251                                                                  | Mücka (ehem. Bf)                                                     | 148 m                                                                |
| Brücke über Wasserlauf | 37,424                                                                  | Schwarzer Schöps (10 m)                                              | Schwarzer Schöps (10 m)                                              |
| Überleitstelle / Spurwechsel | 41,098                                                                  | Üst Klitten Ost                                                      | Üst Klitten Ost                                                      |
| Überleitstelle / Spurwechsel | 42,538                                                                  | Üst Klitten West                                                     | 131 m                                                                |
| Haltepunkt / Haltestelle | 45,729                                                                  | Klitten (ehem. Bf)                                                   | 131 m                                                                |
| ehemaliger Dienststation / Betriebs- oder Güterbahnhof | 49,100                                                                  | Uhyst Vorbf                                                          | 132 m                                                                |
| Brücke über Wasserlauf | 51,352                                                                  | Spree (42 m)                                                         | Spree (42 m)                                                         |
| Abzweig geradeaus und ehemals von rechts |                                                                         | von Boxberg                                                          | von Boxberg                                                          |
| Abzweig geradeaus und ehemals von rechts |                                                                         | Anst Gut                                                             | Anst Gut                                                             |
| Haltepunkt / Haltestelle | 51,713                                                                  | Uhyst (ehem. Bf)                                                     | 132 m                                                                |
| Abzweig ehemals geradeaus und nach links · Strecke von rechts | 52,560                                                                  | (Neutrassierung 1962)                                                | (Neutrassierung 1962)                                                |
| Brücke über Wasserlauf (Strecke außer Betrieb) · Strecke | 59,475                                                                  | Kleine Spree (16 m)                                                  | Kleine Spree (16 m)                                                  |
| Strecke (außer Betrieb) · Brücke über Wasserlauf | 59,584                                                                  | Kleine Spree (19 m)                                                  | Kleine Spree (19 m)                                                  |
| Strecke (außer Betrieb) · Haltepunkt / Haltestelle | 59,754                                                                  | Lohsa (seit 2018)                                                    | 125 m                                                                |
| Strecke (außer Betrieb) · ehemaliger Bahnhof | 60,406                                                                  | Lohsa (1962–2010)                                                    | 125 m                                                                |
| Abzweig ehemals geradeaus und von links · Strecke nach rechts |                                                                         |                                                                      |                                                                      |
| Kilometer-Wechsel | 61,66060,060                                                            | Kilometersprung +1600 m                                              | Kilometersprung +1600 m                                              |
| ehemaliger Bahnhof | 60,130                                                                  | Lohsa (bis 1962)                                                     | 125 m                                                                |
| Kreuzung geradeaus oben (Querstrecke außer Betrieb) | 60,800                                                                  | Lausitzer Grubenbahn                                                 | Lausitzer Grubenbahn                                                 |
| Kreuzung geradeaus oben (Querstrecke außer Betrieb) | 63,130                                                                  | Weißkollm–Königswartha                                               | Weißkollm–Königswartha                                               |
| Abzweig geradeaus und von rechts |                                                                         | von Sornoer Buden                                                    | von Sornoer Buden                                                    |
| Abzweig geradeaus und von links |                                                                         | Verbindungskurve von Knappenrode Süd                                 | Verbindungskurve von Knappenrode Süd                                 |
| Kreuzung geradeaus oben (Querstrecke außer Betrieb) | 64,500                                                                  | Lausitzer Grubenbahn                                                 | Lausitzer Grubenbahn                                                 |
| Dienststation / Betriebs- oder Güterbahnhof | 65,675                                                                  | Knappenrode (früher Werminghoff)                                     | 123 m                                                                |
| Haltepunkt / Haltestelle | 70,191                                                                  | Hoyerswerda-Neustadt                                                 | 119 m                                                                |
| Brücke über Wasserlauf | 71,542                                                                  | Schwarzwasser (10 m)                                                 | Schwarzwasser (10 m)                                                 |
| Brücke über Wasserlauf | 71,872                                                                  | Schwarze Elster (27 m)                                               | Schwarze Elster (27 m)                                               |
| Abzweig geradeaus und ehemals von links |                                                                         | von Bautzen                                                          | von Bautzen                                                          |
| Bahnhof | 72,765                                                                  | Hoyerswerda                                                          | 118 m                                                                |
| Abzweig geradeaus und ehemals nach rechts |                                                                         | nach Neupetershain                                                   | nach Neupetershain                                                   |
| ehemalige Blockstelle | 75,804                                                                  | Bk Bröthen                                                           | Bk Bröthen                                                           |
| Kreuzung geradeaus unten (Querstrecke außer Betrieb) | 78,066                                                                  | Lausitzer Grubenbahn                                                 | 121,32 m                                                             |
| Bahnhof | 79,685                                                                  | Schwarzkollm                                                         | 118 m                                                                |
| Haltepunkt / Haltestelle | 82,561                                                                  | Lauta (Niederlausitz) (mit Bk)                                       | 125 m                                                                |
| ehemaliger Dienststation / Betriebs- oder Güterbahnhof | 83,740                                                                  | Lauta (Niederlausitz) Bbf                                            | 126 m                                                                |
| Grenze |                                                                         | Landesgrenze Sachsen–Brandenburg                                     | Landesgrenze Sachsen–Brandenburg                                     |
| Abzweig geradeaus und von links |                                                                         | von Kamenz (Sachs)                                                   | von Kamenz (Sachs)                                                   |
| |                                                                         |                                                                      |                                                                      |
| Turmbahnhof geradeaus unten (Querstrecke außer Betrieb) | 87,936                                                                  | Hosena (früher Hohenbocka); Lübbenau–Kamenz                          | 109 m                                                                |
| |                                                                         |                                                                      |                                                                      |
| Abzweig geradeaus und nach rechts |                                                                         | nach Lübbenau                                                        | nach Lübbenau                                                        |
| ehemaliger Bahnhof | 93,621                                                                  | Schwarzbach (b Ruhland)                                              | Schwarzbach (b Ruhland)                                              |
| Abzweig geradeaus und von rechts |                                                                         | von Cottbus Hbf                                                      | von Cottbus Hbf                                                      |
| Bahnhof | 98,322                                                                  | Ruhland                                                              | 99 m                                                                 |
| Abzweig geradeaus und nach rechts |                                                                         | nach Großenhain Cottb Bf                                             | nach Großenhain Cottb Bf                                             |
| Kreuzung geradeaus oben |                                                                         | Cottbus Hbf–Großenhain Cottb Bf                                      | Cottbus Hbf–Großenhain Cottb Bf                                      |
| Blockstelle | 103,380                                                                 | Bk Bärhaus                                                           | Bk Bärhaus                                                           |
| Brücke über Wasserlauf |                                                                         | Schwarze Elster                                                      | Schwarze Elster                                                      |
| ehemaliger Haltepunkt / Haltestelle | 106,510                                                                 | Lauchhammer Süd                                                      | Lauchhammer Süd                                                      |
| Bahnhof | 108,995                                                                 | Lauchhammer (früher Lauchhammer West)                                | Lauchhammer (früher Lauchhammer West)                                |
| ehemalige Blockstelle | 113,840                                                                 | Bk Plessa Forst                                                      | Bk Plessa Forst                                                      |
| Haltepunkt / Haltestelle | 117,845                                                                 | Plessa (ehem. mit Bk)                                                | Plessa (ehem. mit Bk)                                                |
| ehemaliger Haltepunkt / Haltestelle |                                                                         | Kahla (Oberlausitz)                                                  | Kahla (Oberlausitz)                                                  |
| Kreuzung geradeaus oben |                                                                         | Berlin–Dresden                                                       | Berlin–Dresden                                                       |
| Bahnhof | 124,723                                                                 | Elsterwerda-Biehla (Keilbahnhof)                                     | Elsterwerda-Biehla (Keilbahnhof)                                     |
| Abzweig geradeaus und nach links |                                                                         | Verbindungsbahn nach Elsterwerda                                     | Verbindungsbahn nach Elsterwerda                                     |
| ehemaliger Haltepunkt / Haltestelle |                                                                         | Haida (Oberlausitz)                                                  | Haida (Oberlausitz)                                                  |
| ehemaliger Haltepunkt / Haltestelle | 130,000                                                                 | Zeischa                                                              | Zeischa                                                              |
| Bahnhof | 134,571                                                                 | Bad Liebenwerda                                                      | Bad Liebenwerda                                                      |
| Brücke über Wasserlauf |                                                                         | Schwarze Elster                                                      | Schwarze Elster                                                      |
| Dienststation / Betriebs- oder Güterbahnhof | 139,253                                                                 | Wahrenbrück                                                          | Wahrenbrück                                                          |
| Brücke über Wasserlauf |                                                                         | Landgraben                                                           | Landgraben                                                           |
| ehemaliger Haltepunkt / Haltestelle |                                                                         | Beiersdorf (b Bad Liebenwerda)                                       | Beiersdorf (b Bad Liebenwerda)                                       |
| Blockstelle | 146,506                                                                 | Falkenberg (Elster) unt Bf Stw W 15                                  | Falkenberg (Elster) unt Bf Stw W 15                                  |
| Abzweig geradeaus und nach rechts |                                                                         | Verbindungsbahn nach Bft Falkenberg (E) ob Bf                        | Verbindungsbahn nach Bft Falkenberg (E) ob Bf                        |
| Abzweig geradeaus und von rechts |                                                                         | Verbindungsbahn von Bft Falkenb (E) ob Bf Stw W 2                    | Verbindungsbahn von Bft Falkenb (E) ob Bf Stw W 2                    |
| Abzweig geradeaus und von links |                                                                         | von Röderau                                                          | von Röderau                                                          |
| Turmbahnhof geradeaus unten | 147,871                                                                 | Falkenberg (Elster); Halle–Cottbus                                   | Falkenberg (Elster); Halle–Cottbus                                   |
| Abzweig geradeaus und von rechts |                                                                         | Verbindungsbahn von Bft Falkenberg (E) ob Bf                         | Verbindungsbahn von Bft Falkenberg (E) ob Bf                         |
| Blockstelle |                                                                         | Falkenberg (Elster) unt Bf Pbf/Stw B 20                              | Falkenberg (Elster) unt Bf Pbf/Stw B 20                              |
| Abzweig geradeaus und nach links |                                                                         | nach Jüterbog                                                        | nach Jüterbog                                                        |
| Abzweig geradeaus und nach rechts |                                                                         | nach Beeskow                                                         | nach Beeskow                                                         |
| Kreuzung geradeaus oben |                                                                         | Jüterbog–Röderau                                                     | Jüterbog–Röderau                                                     |
| |                                                                         |                                                                      |                                                                      |
| Abzweig geradeaus und ehemals von rechts |                                                                         | Verbindungskurve von Abzw Großrössen (Strategische Bahn)             | Verbindungskurve von Abzw Großrössen (Strategische Bahn)             |
| |                                                                         |                                                                      |                                                                      |
| ehemaliger Haltepunkt / Haltestelle | 153,700                                                                 | Beyern                                                               | Beyern                                                               |
| Strecke mit Straßenbrücke |                                                                         | Bundesstraße 87                                                      | Bundesstraße 87                                                      |
| Bahnhof | 156,485                                                                 | Fermerswalde                                                         | Fermerswalde                                                         |
| Grenze |                                                                         | Landesgrenze Brandenburg / Sachsen-Anhalt                            | Landesgrenze Brandenburg / Sachsen-Anhalt                            |
| Abzweig geradeaus und ehemals von links |                                                                         | von Prettin                                                          | von Prettin                                                          |
| Bahnhof | 170,091                                                                 | Annaburg                                                             | Annaburg                                                             |
| Brücke über Wasserlauf |                                                                         | Schwarze Elster                                                      | Schwarze Elster                                                      |
| Bahnhof | 179,126                                                                 | Jessen (Elster)                                                      | Jessen (Elster)                                                      |
| Abzweig geradeaus und ehemals von links |                                                                         | Firmenanschluss                                                      | Firmenanschluss                                                      |
| Bahnhof | 189,000                                                                 | Elster (Elbe)                                                        | Elster (Elbe)                                                        |
| Abzweig geradeaus und ehemals von rechts |                                                                         | Firmenanschluss                                                      | Firmenanschluss                                                      |
| Haltepunkt / Haltestelle | 195,086                                                                 | Mühlanger (früher Prühlitz, ehem. Bf)                                | Mühlanger (früher Prühlitz, ehem. Bf)                                |
| Haltepunkt / Haltestelle | 199,155                                                                 | Lutherstadt Wittenberg-Labetz (früher Wendel)                        | Lutherstadt Wittenberg-Labetz (früher Wendel)                        |
| Abzweig geradeaus und von rechts |                                                                         | von Berlin                                                           | von Berlin                                                           |
| Bahnhof | 201,928                                                                 | Lutherstadt Wittenberg Hbf                                           | Lutherstadt Wittenberg Hbf                                           |
| Abzweig geradeaus und nach links |                                                                         | nach Halle (Saale)                                                   | nach Halle (Saale)                                                   |
| Haltepunkt / Haltestelle | 203,682                                                                 | Lutherstadt Wittenberg Altstadt (früher LW Elbtor)                   | Lutherstadt Wittenberg Altstadt (früher LW Elbtor)                   |
| Strecke mit Straßenbrücke |                                                                         | Bundesstraße 2                                                       | Bundesstraße 2                                                       |
| ehemalige Blockstelle | 204,430                                                                 | Abzw Lutherstadt Wittenberg Hafen                                    | Abzw Lutherstadt Wittenberg Hafen                                    |
| Abzweig geradeaus und ehemals nach links |                                                                         | Anschlussbahn Hafen                                                  | Anschlussbahn Hafen                                                  |
| |                                                                         |                                                                      |                                                                      |
| ehemaliger Bahnhof | 206,110                                                                 | Lutherstadt Wittenberg West (früher Klein Wittenberg)                | Lutherstadt Wittenberg West (früher Klein Wittenberg)                |
| |                                                                         |                                                                      |                                                                      |
| Abzweig geradeaus und nach rechts |                                                                         | nach Straach                                                         | nach Straach                                                         |
| Abzweig geradeaus und ehemals von rechts |                                                                         | Verbindungskurve von Reinsdorfer Weg                                 | Verbindungskurve von Reinsdorfer Weg                                 |
| Bahnhof | 206,160                                                                 | Lutherstadt Wittenberg-Piesteritz (seit 2015)                        | Lutherstadt Wittenberg-Piesteritz (seit 2015)                        |
| Abzweig geradeaus und von rechts |                                                                         | Firmenanschluss                                                      | Firmenanschluss                                                      |
| Abzweig geradeaus und von rechts |                                                                         | Anst Hafen der SKW                                                   | Anst Hafen der SKW                                                   |
| Abzweig geradeaus und von rechts |                                                                         | Anst Melamin-Werke                                                   | Anst Melamin-Werke                                                   |
| |                                                                         |                                                                      |                                                                      |
| ehemaliger Haltepunkt / Haltestelle | 208,200                                                                 | Lutherstadt Wittenberg-Piesteritz (früher Piesteritz-Heuweg)         | Lutherstadt Wittenberg-Piesteritz (früher Piesteritz-Heuweg)         |
| |                                                                         |                                                                      |                                                                      |
| Abzweig geradeaus und von rechts |                                                                         | Anst Nordwerk der SKW                                                | Anst Nordwerk der SKW                                                |
| Abzweig geradeaus und von links |                                                                         | Anst SKW Stickstoffwerke                                             | Anst SKW Stickstoffwerke                                             |
| Dienststation / Betriebs- oder Güterbahnhof | 208,286                                                                 | Lutherstadt Wittenberg-Piesteritz Werkbf                             | Lutherstadt Wittenberg-Piesteritz Werkbf                             |
| Abzweig geradeaus und von links |                                                                         | Anst PCI Augsburg                                                    | Anst PCI Augsburg                                                    |
| ehemaliger Haltepunkt / Haltestelle | 210,300                                                                 | Apollensdorf (zeitweise geplant)                                     | Apollensdorf (zeitweise geplant)                                     |
| Haltepunkt / Haltestelle | 212,065                                                                 | Griebo                                                               | Griebo                                                               |
| Haltepunkt / Haltestelle | 216,675                                                                 | Coswig (Anh) Hp (ehem. Bf)                                           | Coswig (Anh) Hp (ehem. Bf)                                           |
| Strecke mit Straßenbrücke |                                                                         | Bundesstraße 187a                                                    | Bundesstraße 187a                                                    |
| Abzweig geradeaus und ehemals von links |                                                                         | Anst Zündhölzerfabrik                                                | Anst Zündhölzerfabrik                                                |
| Dienststation / Betriebs- oder Güterbahnhof | 217,640                                                                 | Coswig (Anh) Gbf                                                     | Coswig (Anh) Gbf                                                     |
| Abzweig geradeaus und ehemals von rechts |                                                                         | Anst Hafen Coswig                                                    | Anst Hafen Coswig                                                    |
| Abzweig geradeaus und nach links |                                                                         | Anst Gewerbegebiet                                                   | Anst Gewerbegebiet                                                   |
| Brücke |                                                                         | Bundesautobahn 9                                                     | Bundesautobahn 9                                                     |
| Haltepunkt / Haltestelle | 222,682                                                                 | Klieken                                                              | Klieken                                                              |
| Blockstelle | 229,275                                                                 | Roßlau (Elbe) Abzw Aw                                                | Roßlau (Elbe) Abzw Aw                                                |
| Abzweig geradeaus und nach rechts |                                                                         | nach Roßlau (Elbe) Gbf                                               | nach Roßlau (Elbe) Gbf                                               |
| Abzweig geradeaus und von rechts |                                                                         | von Wiesenburg (Mark)                                                | von Wiesenburg (Mark)                                                |
| Blockstelle |                                                                         | Roßlau Ra                                                            | Roßlau Ra                                                            |
| Haltepunkt / Haltestelle | 231,070                                                                 | Meinsdorf                                                            | Meinsdorf                                                            |
| Brücke über Wasserlauf |                                                                         | Rossel                                                               | Rossel                                                               |
| Abzweig geradeaus, nach rechts und von rechts |                                                                         | nach und von Trebnitz (Magdeburg)                                    | nach und von Trebnitz (Magdeburg)                                    |
| Strecke mit Straßenbrücke |                                                                         | Bundesstraße 184                                                     | Bundesstraße 184                                                     |
| Bahnhof | 233,543                                                                 | Roßlau (Elbe)                                                        | Roßlau (Elbe)                                                        |
| |                                                                         | nach Leipzig Hbf                                                     |                                                                      |
| |                                                                         |                                                                      |                                                                      |
| Quellen: |                                                                         |                                                                      |                                                                      |

Die Bahnstrecke Węgliniec–Roßlau (Elbe) ist eine elektrifizierte, zweigleisige Hauptbahn in der polnischen Woiwodschaft Niederschlesien sowie in den deutschen Bundesländern Sachsen, Brandenburg und Sachsen-Anhalt, die ursprünglich durch die Berlin-Anhaltische Eisenbahn-Gesellschaft (BAE) und die Oberlausitzer Eisenbahn-Gesellschaft als Teilstück einer Fernverbindung von Breslau nach Magdeburg erbaut wurde. Sie zweigt in Węgliniec (Kohlfurt) von der Bahnstrecke Miłkowice–Jasień ab und führt über Niesky, Hoyerswerda, Falkenberg (Elster) und Lutherstadt Wittenberg nach Roßlau (Elbe), wo sie in die Bahnstrecke Trebnitz–Leipzig einmündet. 

## Geschichte

### Vorgeschichte
Die Berlin-Anhaltische Eisenbahn-Gesellschaft (BAE) war im 19. Jahrhundert für mehr als vier Jahrzehnte eines der bedeutendsten Eisenbahnunternehmen Deutschlands. Neben der eigentlichen Anhalter Stammbahnstrecke schuf sie in dieser Zeit ein Netz von wichtigen Eisenbahnverbindungen zwischen Berlin und dem nördlichen Teil des Königreichs Sachsen, der preußischen Provinz Sachsen sowie dem Herzogtum Anhalt, das schließlich eine Länge von rund 430 km umfasste.

### Planung und Bau
Der Abschnitt (Berlin–)Wittenberg–Dessau(–Köthen) war Teil der Stammstrecke der Anhalter Bahn. Zwischen Dessau und Coswig (Anhalt) wurde die Strecke am 18. August 1841 eröffnet, der Abschnitt zwischen Wittenberg und Coswig (Anhalt) folgte am 28. August desselben Jahres. Am 10. September 1841 wurde der Verkehr zwischen Berlin und Köthen aufgenommen.
Der Bau neuer Strecken durch die BAE, aber auch das Anwachsen der konkurrierenden Eisenbahngesellschaften erzwang eine ständige Anpassung der Verkehrsangebote an die sich wandelnde Nachfrage. Nach dem Bau der direkten Strecke von Wittenberg nach Bitterfeld sank die Bedeutung der Teilstrecke Wittenberg–Dessau–Köthen.
Die Oberlausitzer Eisenbahn-Gesellschaft eröffnete am 1. Juni 1874 die Strecke zwischen Kohlfurt und Falkenberg. Die noch fehlende Lücke bis Wittenberg ging am 15. Oktober 1875 als Strecke der BAE in Betrieb.
Die Oberlausitzer Eisenbahngesellschaft übertrug 1878 die Betriebsführung ihres Streckenteils an die BAE. Ab 1. Mai 1882 übernahm die Preußische Staatsbahn den Betrieb.

### Zweiter Weltkrieg
Am 20. April 1945 kam es zu einem Luftangriff auf den Bahnhof Piesteritz, bei dem zwei Kesselwagen explodierten, wodurch auch im Stickstoffwerk erhebliche Schäden entstanden. Die Explosion war so stark, dass Räder und Achsen der Kesselwagen 500 m weit, bis zur heutigen Bundesstraße 187, geschleudert wurden.

### Nach dem Zweiten Weltkrieg
Nach Ende des Zweiten Weltkrieges wurde die Strecke durch die Oder-Neiße-Grenze geteilt; der Bahnknotenpunkt Kohlfurt kam zu Polen und bekam den polnischen Namen Węgliniec. Für den grenzüberschreitenden Güterverkehr blieb die Strecke von Bedeutung; öffentlichen Personenverkehr zwischen Horka und Węgliniec gab es jedoch seit 1945 nicht mehr. 1946 erfolgte abschnittsweise der Abbau des zweiten Streckengleises als Reparationsleistung.
Die im sorbischen Sprachgebiet liegenden Bahnhöfe und Haltepunkte im Freistaat Sachsen erhielten eine zusätzliche Beschilderung in sorbischer Sprache. Diese Namen waren fortan auch im Kursbuch der Deutschen Reichsbahn aufgeführt. In Brandenburg, wurden 2013 einige Ortschaften der Region um die Stadt Senftenberg im Landkreis Oberspreewald-Lausitz wieder in das Sorbische Siedlungsgebiet aufgenommen. Derzeit ist die sorbische Beschilderung im Land Brandenburg jedoch noch unvollständig.
| deutsch               | sorbisch              |
| Niesky                | Niska                 |
| Mücka                 | Mikow                 |
| Klitten               | Klětno                |
| Uhyst                 | Delni Wujězd          |
| Lohsa                 | Łaz                   |
| Knappenrode           | Hórnikecy             |
| Hoyerswerda-Neustadt  | Wojerecy-Nowe město   |
| Hoyerswerda           | Wojerecy              |
| Schwarzkollm          | Čorny Chołmc          |
| Lauta (Niederlausitz) | Łuty (Delnja Łužica)  |
| Hosena                | Hóznja (Schild fehlt) |
| Ruhland               | Rólany (Schild fehlt) |
| Lauchhammer           | Łuchow (Schild fehlt) |

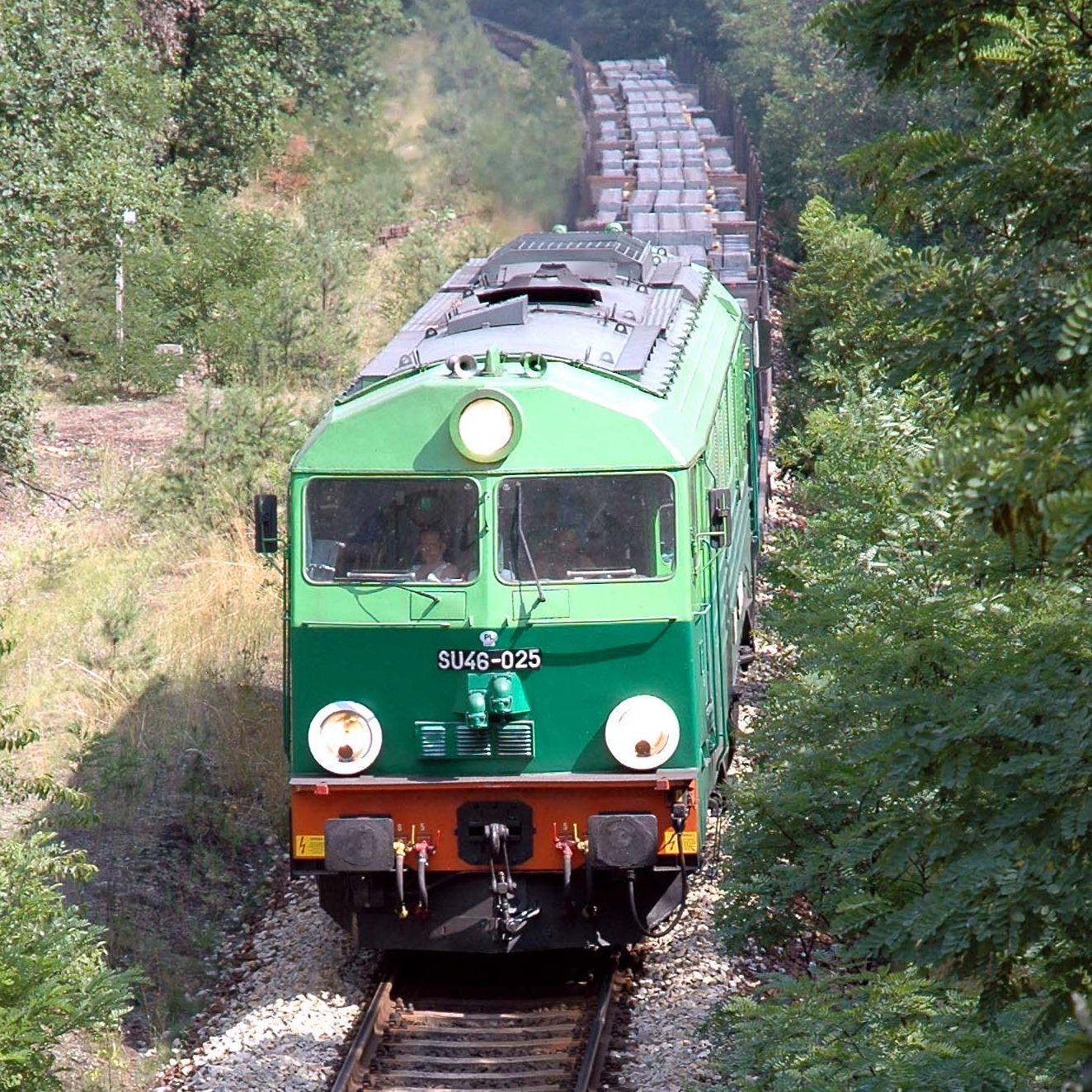
Güterzug mit PKP SU46 bei Horka (2004)

Anfang der 1960er Jahre musste die Strecke wegen des Aufschlusses des Tagebaues Lohsa zwischen Uhyst und Lohsa neu trassiert werden. Am 11. Januar 1962 wurde die neue Strecke eröffnet.
Die Elektrifizierung der Strecke begann in Roßlau. Am 1. Oktober 1985 ging als erstes der Abschnitt Roßlau Gbf–Coswig (Anh) in Betrieb, am 14. Dezember der Abschnitt Coswig (Anh)–Lutherstadt Wittenberg. Der Abschnitt Lutherstadt Wittenberg–Falkenberg (Elster) folgte am 27. September 1986.
Wegen des starken Kohleverkehrs im Lausitzer Revier wurde die Streckenelektrifizierung danach Richtung Osten weitergeführt. Der elektrische Zugbetrieb wurde am 31. Oktober 1987 zwischen Falkenberg (Elster) und Ruhland aufgenommen, am 19. Dezember 1987 bis Hohenbocka und am 1. April 1988 bis Knappenrode.
Im Zusammenhang mit dem NATO-Beitritt Polens im Jahre 1999 lag diese Bahnverbindung wieder in einem Korridor mit strategischer Bedeutung zwischen den Nordseehäfen und dem Oberschlesischen Industriegebiet. So wurde ein steigendes Güterverkehrsaufkommen prognostiziert und im Dezember 2001 der vollständige zweigleisige Ausbau und die Elektrifizierung der Strecke auch im Abschnitt zwischen der polnischen Grenze und Knappenrode beschlossen.
Der lokale Personenverkehr zwischen Horka und Niesky war immer nur von geringer Bedeutung. Zuletzt wurde er mit Triebwagen der Baureihe 771 abgewickelt und am 14. Dezember 2002 eingestellt, nachdem in den letzten Wochen Schienenersatzverkehr durchgeführt worden war.
Seit 2009 erfolgt ein umfassender Umbau einschließlich einer grundlegenden Sanierung der Gleis- und Oberleitungsanlagen des Eisenbahn-Verkehrsknotens Roßlau/Dessau. Im Rahmen dieses Projekts war für die Folgejahre auch eine Modernisierung der Bahnhöfe Roßlau, Coswig, Wittenberg-Piesteritz und Wittenberg-West geplant.
Im Jahr 2010 erfolgte zwischen Horka und Hoyerswerda ein regulärer Plandienst mit einer Dampflokomotive der Reihe 50.
Der Abschnitt Klitten–Hoyerswerda war ab Dezember 2010 gesperrt, da im Bereich des Bahnhofs Lohsa die Lausitzer und Mitteldeutsche Bergbau-Verwaltungsgesellschaft (LMBV) geplante Sicherungsmaßnahmen an der Ostböschung des Silbersees durchführte. Während der Kippenstabilisierungsarbeiten galt eine erhöhte Gefährdung, so dass die Strecke, die direkt entlang des Ostufers verläuft, in dieser Zeit nicht genutzt werden konnte. Nachdem am 8. März 2012 ein rund 200 m langer Uferabschnitt während der Sanierungsmaßnahmen abgerutscht war, verschob sich das Ende der Sicherungsarbeiten von Ende 2012 auf Anfang 2016. Erst danach konnte die Deutsche Bahn den laufenden Streckenausbau auch in diesem Abschnitt angehen. Güterzüge wurden über Knappenrode, Spremberg und Cottbus umgeleitet. Im Personenverkehr wurde die Linie Hoyerswerda–Niesky–Görlitz (OE 64) zwischen Hoyerswerda und Horka bis zum Fahrplanwechsel 2018 mit Bussen im Schienenersatzverkehr bedient, am Bahnhof Horka bestand der Anschluss von und nach Görlitz in den Zügen der ODEG in der Relation Cottbus–Horka–Görlitz–Zittau (OE 65).

### Streckenausbau zwischen der polnischen Grenze und Knappenrode
Entsprechend der gestiegenen Bedeutung im Güterverkehr wurden der vollständige zweigleisige Ausbau, die Elektrifizierung der Strecke sowie die Anhebung der Höchstgeschwindigkeit auf 120 km/h zwischen der polnischen Grenze und Knappenrode in den Bundesverkehrswegeplan 2003 und den darauf aufbauenden Bedarfsplan Schiene (Anhang zum Bundesschienenwegeausbaugesetz) aufgenommen.

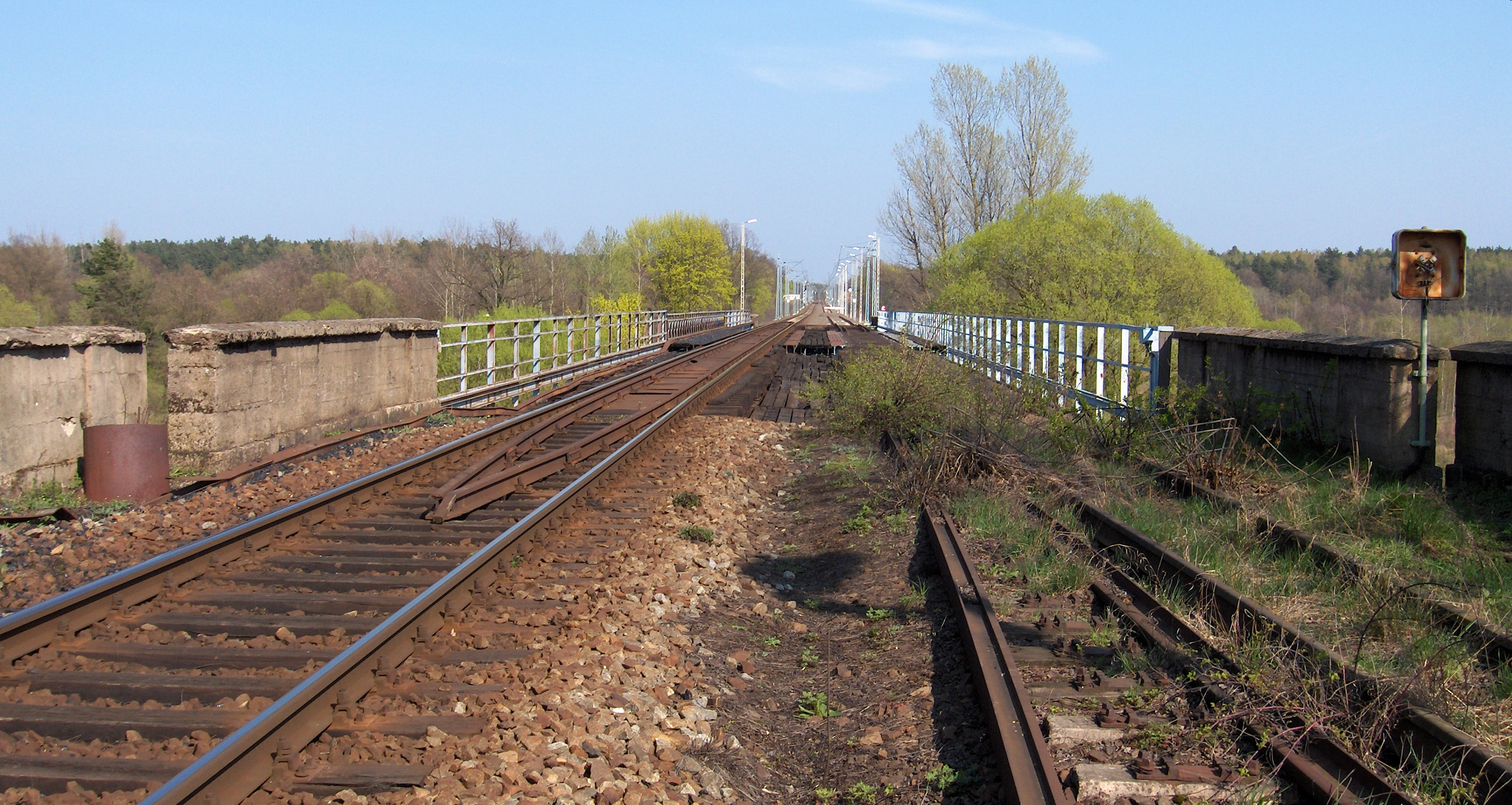
Neißebrücke, Blickrichtung Ost, in Polen ist die Strecke bereits saniert und elektrifiziert (2009)

Im Jahr 2009 begann das Planfeststellungsverfahren für den 52 km langen Streckenabschnitt. Im Frühjahr 2012 wurde die notwendige Finanzierungsvereinbarung zwischen Bund und Bahn zum Ausbau des ersten Streckenabschnittes unterzeichnet. Der Baubeginn erfolgte im Anschluss mit ersten Vorbereitungsarbeiten für den Umbau des Bahnhofs Knappenrode. Nach der Planfeststellung des Abschnittes Horka – Neißebrücke 2013 begannen 2014 die Bauarbeiten mit dem Abbruch der alten Bahnanlagen. Schon vor Abschluss der Planfeststellung für die restlichen Streckenabschnitte entstanden seit Frühjahr 2013 ein Umrichterwerk in Lohsa und ein Schaltposten in Ruhland zur Bahnstromversorgung.
Der erneuerte Bahnhof Knappenrode wurde 2014 in Betrieb genommen, die Wiederaufnahme des Bahnverkehres zwischen Knappenrode und Horka erfolgte Ende 2018. Wegen der bei durchgehend zweigleisigem Betrieb nicht mehr erforderlichen Kreuzungsstellen konnten die Bahnhöfe Lohsa, Uhyst, Klitten, Mücka und Petershain zu Haltepunkten mit je zwei Bahnsteigen zurückgebaut werden, im Bahnhof Niesky wurden ebenfalls zwei neue Bahnsteige sowie ein Personentunnel gebaut. Die Bahnhöfe Knappenrode, Niesky und Horka wurden für Züge bis 740 m Länge ausgebaut. Auf 16 km Länge wurden Schallschutzwände installiert.
Fünf elektronische Stellwerke wurden ab 2012 geplant und schrittweise bis 2018 errichtet und in Betrieb genommen. Durch die grenzüberschreitende Nutzung des europäischen Zugbeeinflussungssystems ETCS sollte die volle Leistungsfähigkeit ab 2023 erreicht werden. Durch alle Ausbaumaßnahmen wird sich die Streckenkapazität von 50 auf 160 Züge pro Tag erhöhen. ETCS soll nunmehr zwischen März und Juli 2024 eingebaut und im April 2025 in Betrieb genommen werden.
Die Finanzierung erfolgte im Rahmen des Bundesschienenwegeausbaugesetzes durch die Bundesrepublik Deutschland mit Kofinanzierung durch die Europäische Union. Das Investitionsvolumen liegt bei rund 420 Millionen Euro. Am 7. Juni 2012 wurde eine weitere Finanzierungsvereinbarung zwischen dem Freistaat Sachsen und der Deutschen Bahn AG unterzeichnet, mit der unter Einsatz von 1,6 Mio. € Landesmitteln und im Einklang mit entsprechenden Festlegungen im Landesentwicklungsplan im Abschnitt Horka–Niesky–Knappenrode als Grundlage attraktiver Personenverkehrsangebote eine Streckengeschwindigkeit von 160 km/h statt nur 120 km/h ermöglicht werden soll.

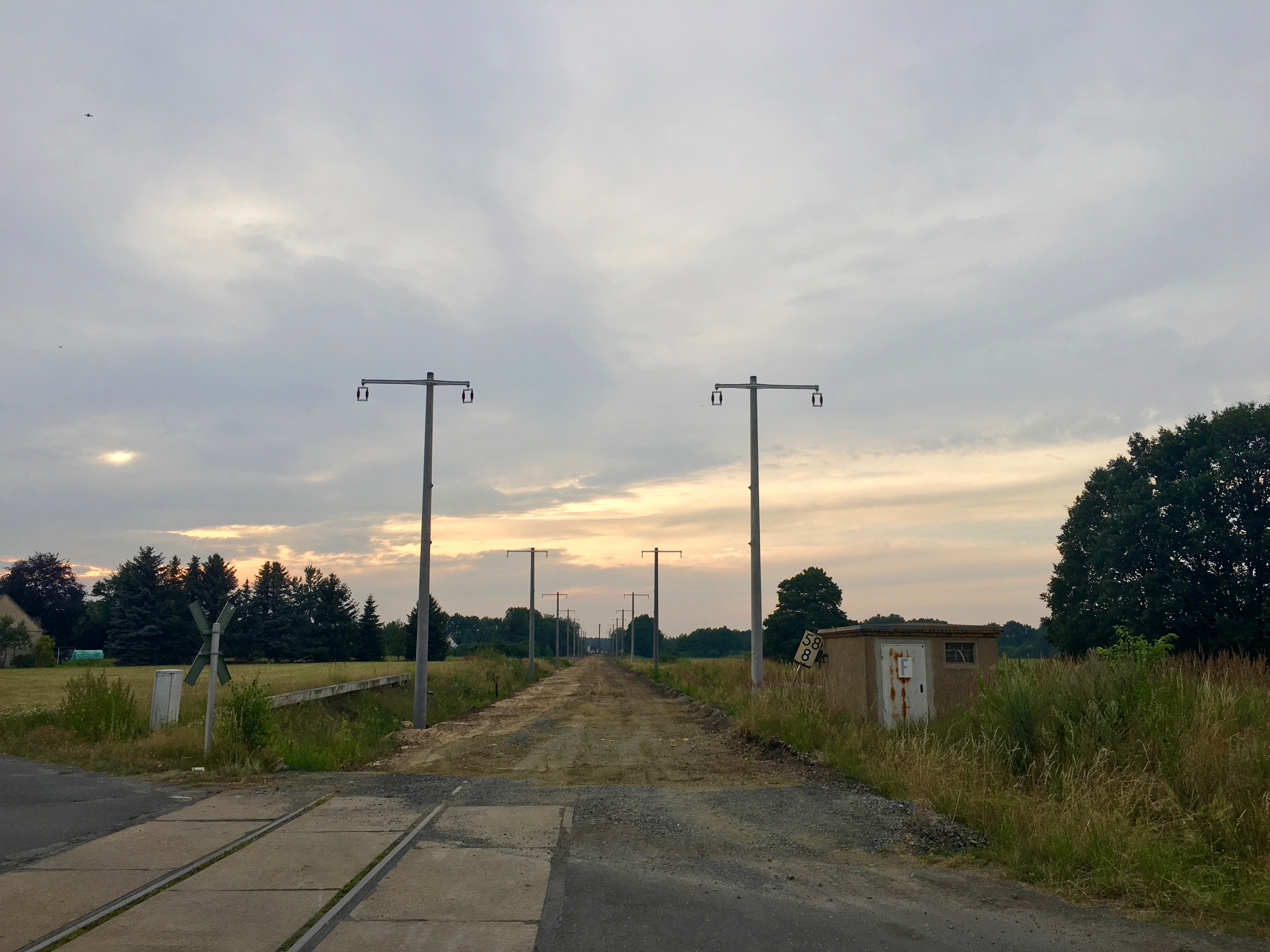
Bauarbeiten bei Litschen, die Oberleitungsmasten stehen bereits (2016)

Auf dem deutschen Abschnitt begann der Ausbau im Dezember 2012 mit der Sanierung des Oberbaus und der Modernisierung der Fahrleitung zwischen Knappenrode und Spreewitz (Grubenbahn). Ab Mitte 2013 konnten Züge nach Spreewitz wieder elektrisch bespannt werden. Durch den Ausbau konnten vier der sieben Gleise sowie zwei Nebengleise im Bahnhof Knappenrode zurückgebaut werden.
Der Streckenausbau auf dem polnischen Abschnitt von Węgliniec bis zur Neißebrücke ist bereits seit dem 23. März 2006 abgeschlossen. Die Zugbeeinflussung ETCS Level 2 ist von polnischer Seite seit Ende 2015 bis zur Grenze betriebsbereit implementiert, aber einschließlich digitalem Zugfunk GSM-R bis zur Betriebsaufnahme von ETCS auf deutscher Seite in diesem Grenzbereich nicht in Betrieb. Seit Mai 2019 ist eine fahrende Transition zwischen den Zugbeeinflussungssystemen PZB und SHP unter Nutzung der ETCS-Ausrüstung möglich, wie sie später auch mit ETCS möglich sein soll. Ohne ETCS-Nutzung ist in beiden Fahrtrichtungen ein Halt für die Umschaltung der Zugbeeinflussung notwendig. Eine automatische Umschaltung der Stromversorgungssysteme von elektrischen Triebfahrzeugen wird vorausgesetzt.

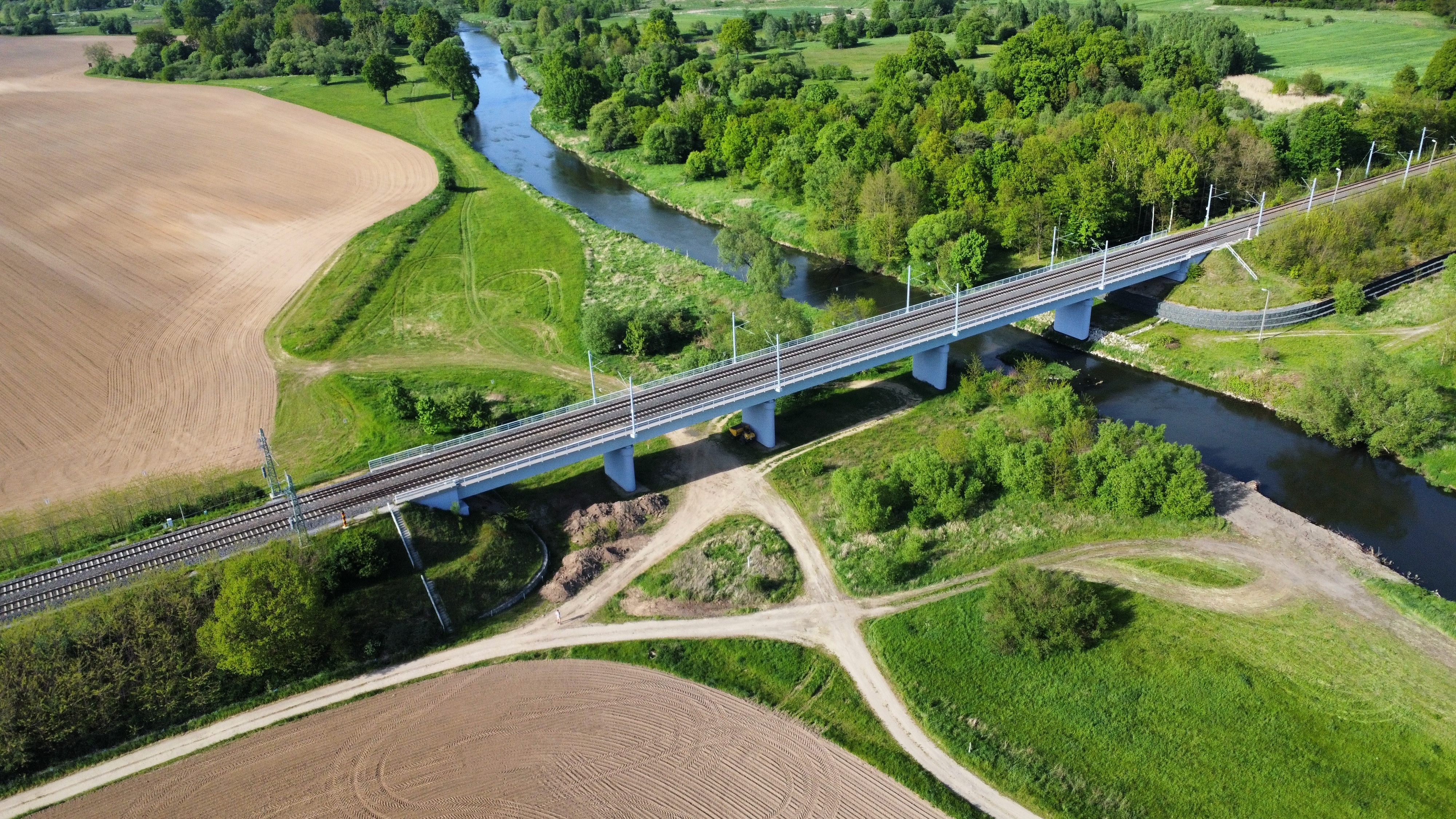
Neu errichtete Neißebrücke (2023)

Der sich westlich anschließende acht Kilometer lange deutsche Abschnitt bis Horka, einschließlich der unter polnischer Regie neu gebauten 143,6 m langen Neißebrücke, wurde am 7. Dezember 2016 eröffnet. Seither ist der 22 km lange Abschnitt zwischen Węgliniec und Horka Güterbahnhof wieder zweigleisig befahrbar. Die Elektrifizierung auf deutscher Seite verzögerte sich noch bis Ende 2018. Ursache war eine Böschungsrutschung am Silbersee, der zusätzliche Arbeiten bei der Streckensanierung erforderlich machte.
Der Zweckverband Verkehrsverbund Oberlausitz-Niederschlesien (ZVON) beschloss auf seiner Versammlung am 4. April 2017 die Wiederaufnahme des Schienenpersonennahverkehrs zwischen Görlitz und Hoyerswerda zum Fahrplanwechsel am 9. Dezember 2018.
Seit dem 7. September 2018 steht die Fahrleitung auf dem sanierten Abschnitt Staatsgrenze–Knappenrode unter Spannung, seit dem 29. Oktober 2018 war die fertiggestellte Strecke für Test- und Einweisungsfahrten freigegeben. Insgesamt wurden 55 km Strecke für einen zweigleisigen Betrieb ausgebaut, die Bahnhöfe Horka, Niesky und Knappenrode wurden vollständig erneuert. Um- und neugebaut wurden zudem 31 Eisenbahnbrücken, vier Straßenbrücken, 33 Wegübergänge sowie alle Bahnsteige und Zuwegungen. Bei Lohsa entstand für die Bahnstromversorgung ein Umrichterwerk. Zur Steuerung und Sicherung des Zugverkehrs entstanden fünf elektronische Stellwerke (EStw), als Zugfunk wurde grenzüberschreitend GSM-R installiert. Insgesamt wurden etwa 520 Millionen Euro investiert.

### Zwischenfälle

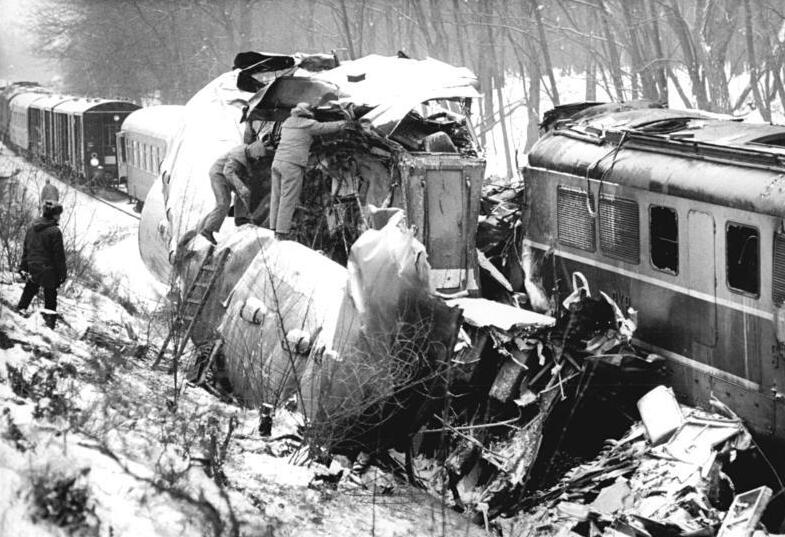
Räumungsarbeiten an der Unfallstelle vom 3. Dezember 1988

In der Nacht 15./16. Mai 1987 stießen im Bahnhof Schwarzkollm zwei Güterzüge zusammen. 18 Wagen entgleisten dabei, von denen 15 mit Kohle beladene Waggons umstürzten.
Am 3. Dezember 1988 stießen zwischen der Staatsgrenze und dem Bahnhof Horka Gbf ein aus Polen kommender Güterzug mit einem Dienst-Personenzug der Deutschen Reichsbahn frontal zusammen. Dabei kamen fünf deutsche und drei polnische Eisenbahner ums Leben, drei weitere Eisenbahner wurden schwer verletzt. Vermutlich wurde die Bremsprobe des Güterzuges in Wegliniec oberflächlich oder gar nicht ausgeführt worden, so dass die Bremse versagte und der Zug das „Halt!“ zeigende Ausfahrsignal in Bielawa Dolna überfuhr.
Im Bahnhof Hosena ereigneten sich in den Jahren 2012 und 2013 zwei weitere Unfälle mit Güterzügen, die jeweils mehrtägige Streckensperrungen nach sich zogen.

## Betrieb
(Stand: Juni 2025)

### Reiseverkehr
Gegenwärtig wird die Strecke im Personenverkehr von Regionalbahnen der DB Regio Südost zwischen Dessau Hbf und Falkenberg (Elster) befahren. Die Züge benötigen für die rund 91 Kilometer lange Strecke rund 80 Minuten und werden teilweise ab Wittenberg oder Dessau nach Leipzig-Stötteritz durchgebunden. Im Berufsverkehr ergänzen Verstärkerzüge das Angebot, diese verkehren zwischen Dessau Hbf und Lutherstadt Wittenberg und bedienen nur einzelne Verkehrshalte. Seit dem Fahrplanwechsel im Dezember 2011 enden in nachfrageschwachen Taktzeiten einzelne Züge bereits in Lutherstadt Wittenberg bzw. Annaburg. Triebwagen vom Typ Bombardier Talent 2 lösten zum Fahrplanwechsel im Dezember 2015 die Wendezüge aus Lokomotiven der Baureihe 143 mit mindestens zwei Doppelstockwagen ab.
Zwischen Falkenberg (Elster) und Hoyerswerda verkehrte vom 15. Dezember 2013 bis zum 10. Dezember 2022 die S-Bahn-Linie 4 der S-Bahn Mitteldeutschland mit Triebwagen des Typs Bombardier Talent 2 im Zweistundentakt. Am 11. Dezember wurden diese Züge durch die Linie RE 11 ersetzt. Die Züge dieser Linie verkehren zwischen Leipzig Hbf und Falkenberg (Elster) mit denen der Linie RE 10 Leipzig–Cottbus vereinigt und werden hier getrennt bzw. gekuppelt. Darüber hinaus verkehren zwischen Falkenberg und Ruhland Regionalbahnen nach Cottbus sowie zwischen Ruhland und Hoyerswerda Regionalexpress-Züge nach Dresden, welche in Ruhland einen Anschluss untereinander bieten und damit eine annähernd stündliche Bedienung des Abschnittes von Falkenberg nach Hoyerswerda ermöglichen.
Seit dem 9. Dezember 2018 verkehrt die Linie RB 64 (Hoyerswerda–Görlitz) im Zweistundentakt. Der Markenname Seenland-Neiße-Shuttle (sorbisch Shuttle jězorina-Nysa) war in einem durch den ZVON ausgelobten Wettbewerb gefunden worden.
Ab Dezember 2025 soll es eine EuroCity-Verbindung zwischen Krakau und Leipzig über diese Strecke geben.

### Güterverkehr
Für den Güterverkehr ist die Bahnstrecke ebenfalls von Bedeutung. So sorgen unter anderem die Stickstoffwerke Piesteritz für ein reges Verkehrsaufkommen, diese verfügen über umfangreiche eigene Gleisanlagen, die an den Bahnhof Lutherstadt Wittenberg-Piesteritz angebunden sind.
Außerdem besitzt die Strecke eine wichtige Rolle im grenzüberschreitenden Güterverkehr. Nach Abschluss aller Bauarbeiten soll eine der wichtigsten West-Ost-Güterverbindungen entstehen. Man spricht in diesem Zusammenhang von einer Gütermagistrale. Im Frühjahr 2011 wurde der Anschluss der Firma PCI Augsburg reaktiviert, indem ein neues Gleis verlegt sowie das bisherige abgebaut wurde. Der Gleisanschluss befindet sich am westlichen Kopf des Güterbahnhofes der SKW Piesteritz.

## Streckenbeschreibung

### Betriebsstellen

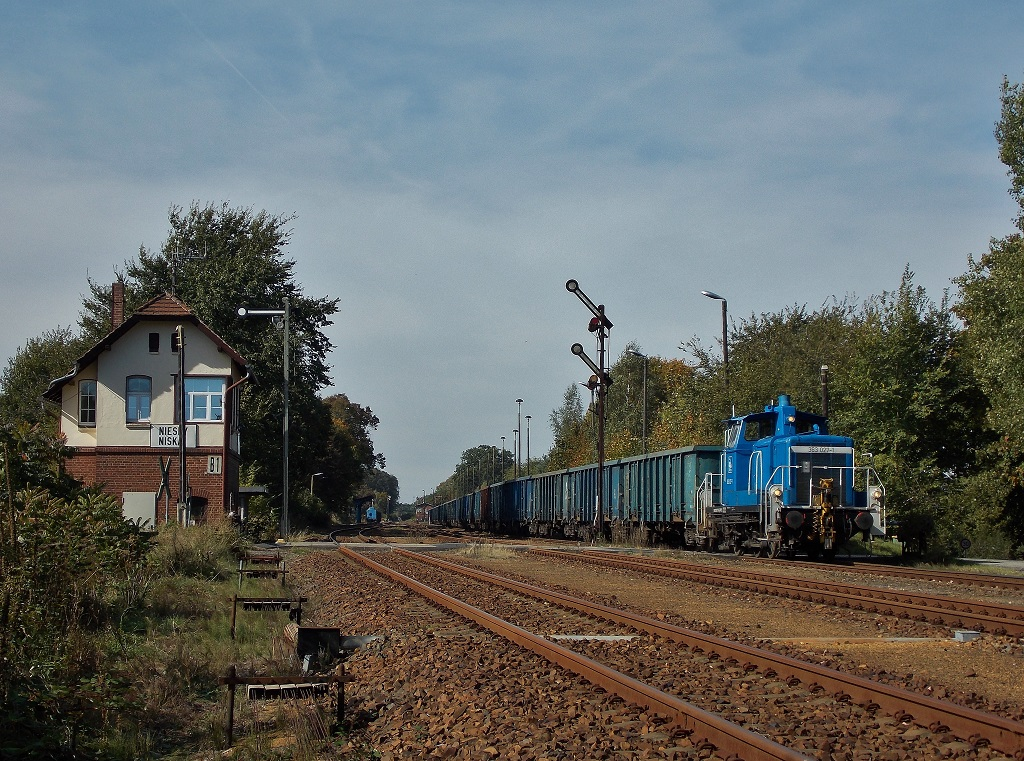
Güterzug der Press im Bahnhof Niesky (2013)

- Horka Gbf ist der östlichste Güterbahnhof im deutschen Teil der Strecke. Westlich davon befindet sich Horka Pbf, der jedoch im Zuge dieser Strecke über keine Bahnsteige mehr verfügt und nicht mehr im Personenverkehr bedient wird.
- Das Empfangsgebäude des Bahnhofs Niesky wurde 2022 vom Busunternehmen Moveas gekauft[31], saniert und seitdem als Betriebssitz für seine Oberlausitzer Niederlassung genutzt.
- Der Haltepunkt Lutherstadt Wittenberg-Piesteritz lag bis 2015 inmitten der Anlagen des Stickstoffwerkes und hatte zu DDR-Zeiten eine wichtige Aufgabe im Berufsverkehr, da damals bis zu 9000 Mitarbeiter in den Stickstoffwerken beschäftigt waren. Für Einwohner des Stadtteiles Piesteritz war dieser Haltepunkt eher von geringer Bedeutung, da der Bahnhof Wittenberg West verkehrstechnisch besser an den Ortsteil Piesteritz angeschlossen war. Jedoch hatte der Haltepunkt Piesteritz eine große Bedeutung im Berufsschülerverkehr, da in unmittelbarer Nähe das Berufsbildungszentrum Elbe (BBZ Elbe) für ein relativ hohes Reisendenaufkommen sorgte. Im Jahr 2015 wurden beide Zugangsstellen für den Reiseverkehr geschlossen, dafür gingen auf dem Westkopf des Bahnhofs Wittenberg West am Wegübergang Pestalozzistraße neue Bahnsteige mit dem Namen »Lutherstadt Wittenberg-Piesteritz« in Betrieb.[32]
- Der Bahnhof Falkenberg (Elster) ist ein Turmbahnhof. An den oberen Bahnsteigen verbinden Regional-Express-Züge der DB Regio zweistündlich Cottbus und S-Bahn-Züge der S-Bahn Mitteldeutschland Hoyerswerda mit Leipzig. Zwischen Falkenberg und Leipzig überlagern sich beide zu einem angenäherten Stundentakt. An den unteren Bahnsteigen beginnen und enden die Personenzüge der Linie Dessau–Falkenberg/Elster. Die VBB-Linie RE 5 Stralsund–Berlin–Falkenberg/Elster der DB Regio auf der Bahnstrecke Jüterbog–Riesa hat in Falkenberg/Elster ebenso ihren Anfangs- und Endpunkt. Bis 2004 fuhren planmäßig Regionalbahnzüge weiter nach Riesa.
- Das Dienstgebäude des Alten Bahnhofes Wittenberg von 1841 ist eines der ältesten Bahnhofsgebäude Deutschlands und befindet sich am ursprünglichen Verlauf der Anhalter Bahn, zwischen den jetzigen Haltepunkten Wittenberg West und Wittenberg-Altstadt, jedoch nördlich der heutigen Bahnstrecke.